# Centro de Arte Británico de Yale
El Centro de Arte Británico de Yale (del inglés: Yale Center for British Art) es un museo de arte en la Universidad Yale en New Haven, Connecticut y alberga la colección más completa de arte británico fuera del Reino Unido. Se concentra en las obras realizadas a partir del era isabelina.
El Centro fue establecido por un obsequio de Paul Mellon cuando regaló su colección de arte británico a la Universidad Yale en 1966, junto con una dotación para las operaciones del Centro, y los fondos para un edificio que albergara las obras de arte. El edificio fue diseñado por Louis I. Kahn y construido en la esquina de las calles York y Chapell en New Haven. Al otro lado de la calle se encuentra uno de los primeros edificios de Kahn, la Yale University Art Gallery, construido en 1953. El Centro de Arte Británico de Yale se completó después de la muerte de Kahn en 1974, y se abrió al público el 19 de abril de 1977. El exterior está hecho de acero y cristal reflectante, y el interior es de mármol travertino, roble blanco y lino belga.
El Centro está afiliado con el Centro Paul Mellon de Estudios de Arte Británico de Londres, que patrocina el "Yale-in-London", un programa de estudios universitarios en el extranjero, publica títulos académicos, premios, subvenciones y becas.

## Colección

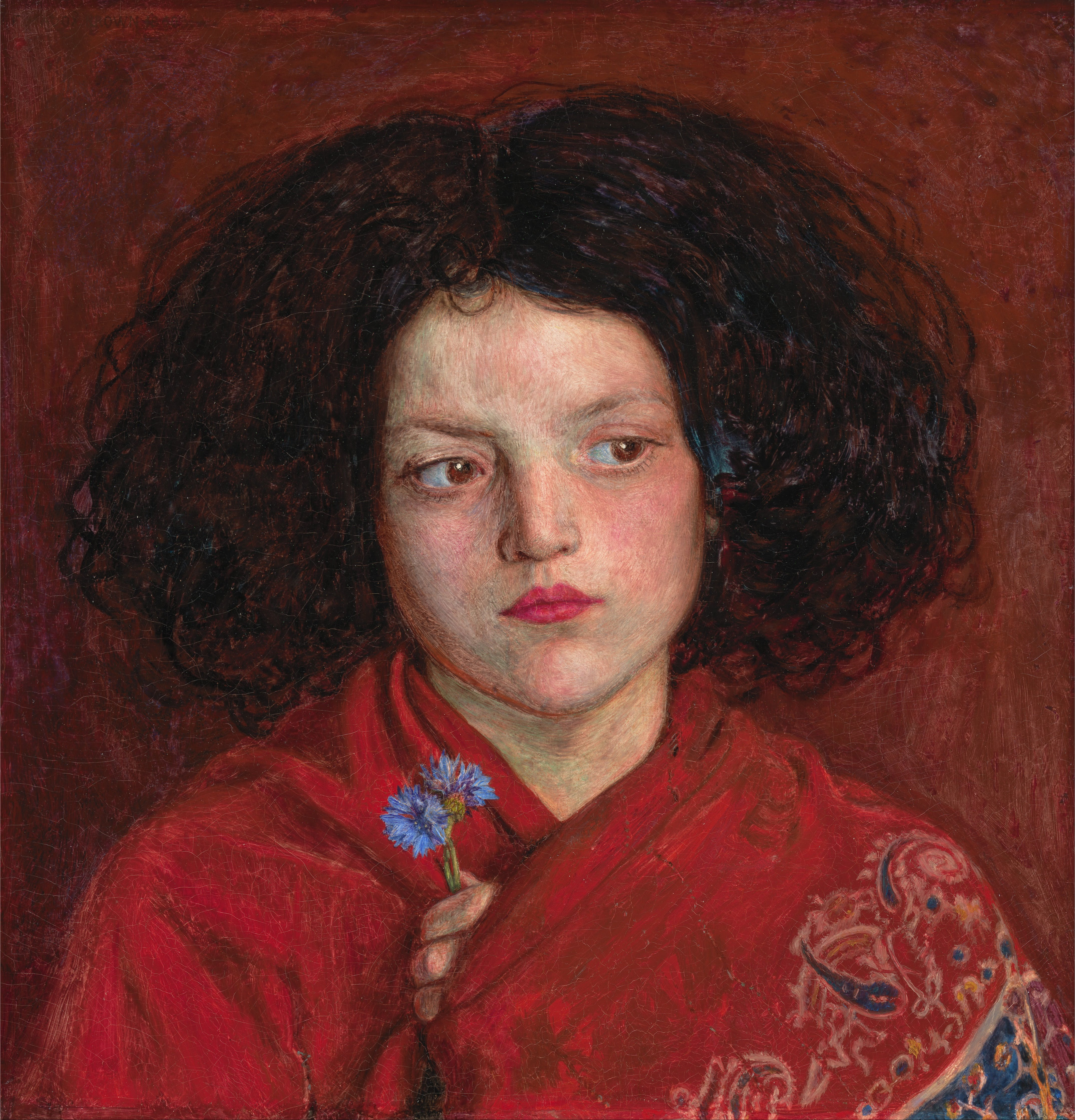
Ford Madox Brown, The Irish Girl (1860), Centro de Arte Británico de Yale

la colección está compuesta por 2,000 pinturas y 100 esculturas con un énfasis (reflejando el interés de Mellon) en el intervalo entre el nacimiento de William Hogarth (1697) y la muerte de J.M.W. Turner (1851). otros artistas representados son Thomas Gainsborough, George Stubbs, Joseph Wright, John Constable, Joshua Reynolds, Thomas Lawrence, Robert Polhill Bevan, Stanley Spencer, Barbara Hepworth, y Ben Nicholson.
La colección también tiene trabajos de artistas de Europa Continental y América colección also has works by artists from continental Europe and America who painted for British patrons or otherwise pursued their careers in Britain. These include Peter Paul Rubens, Anthony van Dyck, Canaletto, Johann Zoffany, John Singleton Copley, Benjamin West, and James McNeill Whistler.
Una de las aéreas de énfasis de la colección aéreas son pequeños retratos conocidos como ‘‘ Piezas de Conversación ’’ que incluyen las pintadas por Hogarth, Gainsborough, Zoffany and Arthur Devis, También hay pinturas de paisajes de Gainsborough, Richard Wilson, Constable, Richard Parkes Bonington y Turner; y pinturas de animales y casería británica de George Stubbs, John Wootton, Benjamin Marshall, y Alfred Munnings. Otros géneros incluyen pinturas marinas representadas por Samuel Scott y Charles Brooking, paisajes de la ciudad de Londres, India, escenas de obras de Shakespeare y retratos de actores.
Dentro de los escultores representados están Louis-Francois Roubiliac, Joseph Nollekens, Francis Chantrey, Jacob Epstein, y Henry Moore.
En anios recientes se ha enfatizado en la adquisición de obras Increadas por los denominados Young British Artists, incluyendo la obra In and Out of Love, una reciente e importante obra de Damien Hirst.
La colección de 20,000 dibujos y acuarelas y 30,000 impresiones incluyen cuadros de casa y dibujos de figuras. Incluyen los trabajos de Hogarth, Paul Sandby, Sir Joshua Reynolds, Thomas Rowlandson, William Blake, John Constable, Samuel Palmer, Richard Parkes Bonington, John Ruskin, J. M. W. Turner, Walter Sickert, Duncan Grant, Paul Nash, Edward Burra, Stanley Spencer, Augustus John, Gwen John, y los Pre-Rafaelinos.
La colección de libros raros y manuscritos tiene alrededor de 30,000 volúmenes incluyendo mapas atlas libros de deportes y material archivado de artistas británicos. También tiene alrededor de 1,300 hojas originadas de ilustraciones incunables.
El quinto piso del centro alberga una librería de referencia, un archivo fotográfico, un laboratorio de conservación de papel un laboratorio de conservación de pinturas y un cuarto de estudio. Auspicia actividades como películas lecturas y otros eventos especiales.
El centro está abierto al público libre de cargos seis días a la semana y es miembro del programa de museos recíprocos de Norteamérica.